# Diceratothrips delicatus
Diceratothrips delicatus är en insektsart som beskrevs av Ian A. Hood 1941. Diceratothrips delicatus ingår i släktet Diceratothrips och familjen rörtripsar. Inga underarter finns listade i Catalogue of Life.